# Кшарский Исток
Кшарский Исток (устар. Кщарица) — река в России, протекает по Вязниковскому району Владимирской области. Устье реки находится по левому берегу реки Исток (приток Клязьмы). Длина — 18 км.
Река вытекает из озера Кщара на высоте 91,2 м, находящегося в ненаселённом заболоченном лесном массиве на территории Клязьминско-Лухского заказника. Течёт на юг, затем на юго-запад по заболоченному лесу, впадает в Исток ниже деревни Федорково.

## Данные водного реестра
По данным государственного водного реестра России относится к Окскому бассейновому округу, водохозяйственный участок реки — Клязьма от города Ковров и до устья, без реки Уводь, речной подбассейн реки — бассейны притоков Оки от Мокши до впадения в Волгу. Речной бассейн реки — Ока.
Код водного объекта в государственном водном реестре — 09010301112110000033570.